# Мягкая научная фантастика
Мягкая научная фантастика (англ. Soft science fiction) — разновидность научной фантастики, противопоставляемая твёрдой научной фантастике. Термин имеет два взаимодополняющих определения. С одной стороны, к мягкой научной фантастике относят произведения, объектом изучения в которых являются «мягкие» (гуманитарные) науки (например, психология, политология, антропология), в отличие от твёрдой научной фантастики, где в центре внимания — точные науки (например, физика, астрономия, биология). С другой стороны, мягкая научная фантастика больше сфокусирована на изображении спекулятивных[прояснить] обществ и отношений между персонажами, чем на реалистичном изображении спекулятивной[прояснить] науки или техники, и ставит человеческие эмоции выше научно-технической точности или правдоподобия твёрдой научной фантастики.
Термин «мягкая научная фантастика» впервые появился в конце 1970-х годов, его введение приписывается австралийскому литературоведу Питеру Николлсу.

## Определения
В «Энциклопедии научной фантастики» (1979) Питер Николлс пишет, что «мягкая фантастика» — это «не очень точный элемент научно-фантастической терминологии» и что разделение на твёрдую и мягкую фантастику не всегда логично. На самом деле границы между «твёрдой» и «мягкой» научной фантастикой не являются ни чёткими, ни общепризнанными, поэтому не существует единых научных критериев «твёрдости» или «мягкости». Некоторые читатели могут воспринять любое отклонение от возможного (например, включая путешествия со сверхсветовой скоростью или паранормальные способности) как признак «мягкости». Другие могут расценить фокусировку на характере[уточнить] или социальных последствиях технических нововведений (вне зависимости от того, насколько они возможны) как отход от вопросов науки, техники и технологии, которые, по их мнению, должны быть в центре внимания твёрдой научной фантастики. Учитывая отсутствие объективных и чётко определённых стандартов, понятие «мягкая научная фантастика» указывает не на жанр или поджанр научной фантастики, а на тенденцию или качество — один полюс оси, на другом полюсе которой находится «твёрдая научная фантастика».
В книге «Смелые новые слова», имеющей подзаголовок «Оксфордский словарь научной фантастики», мягкой научной фантастике даётся два определения. Первое из них: мягкая научная фантастика — это художественная литература, которая в первую очередь сосредоточена на достижениях в области гуманитарных наук или их экстраполяции. Второе: это научная фантастика, в которой наука не важна для развития сюжета.

### Этимология
Термин «мягкая научная фантастика» был введен как дополнение к более раннему термину «твёрдая научная фантастика».
Самое раннее известное упоминание этого термина содержится в книге Питера Николлса «1975: Год в научной фантастике», в антологии Nebula Awards Stories 11 (1976). По формулировке Николлса, «этот же перечень показывает, что уже наметившийся переход от твёрдой научной фантастики (химия, физика, астрономия, технология) к мягкой научной фантастике (психология, биология, антропология, социология и даже <…> лингвистика) продолжается интенсивнее, чем когда-либо».

## История
Пол Андерсон в книге «Идеи для писателей-фантастов» (1998) описал Герберта Дж. Уэллса как представителя мягкой научной фантастики: «Он сосредоточился на персонажах, их эмоциях и взаимодействиях», а не на какой-либо науке или технологии, лежащей в основе, например, «людей-невидимок» или «машин времени». Джеффри Уоллман предполагает, что мягкая научная фантастика выросла из готической литературы Эдгара Аллана По и Мэри Шелли.
Кэрол Макгирк в книге «Фантастика 2000» (1992) утверждает, что «мягкая школа» научной фантастики доминировала в жанре в 1950-х годах, после начала холодной войны и притока новых читателей в жанр научной фантастики. Первыми представителями жанра мягкой научной фантастики были Альфред Бестер, Фриц Лейбер, Рэй Брэдбери и Джеймс Блиш, которые впервые совершили «радикальный» разрыв с традицией твёрдой научной фантастики и «явно экстраполировали вовнутрь»[уточнить], уделяя основное внимание персонажам и их характерам. Приводя конкретные примеры произведений периода, Макгирк называет роман Урсулы Ле Гуин «Левая рука Тьмы» 1969 года «классикой мягкой научной фантастики». В 1960-х и 1970-х годах из мягкой научной фантастики развилось движение «новая волна». К 1980-м годам стандартной повествовательной формой мягкой научной фантастики был жестокий конт[неизвестный термин]. В течение 1980-х на основе мягкой научной фантастики развился киберпанк.
Макгирк выделяет два поджанра мягкой научной фантастики: «гуманитарная научная фантастика» (в которой причиной прогресса являются люди, а не технологии или из которой можно экстраполировать изменения[прояснить] в сеттинге; часто включающие размышления о ситуации человека[прояснить]) и «технуар» (фокусирующаяся на негативных аспектах человеческой природы, часто в антиутопической обстановке).

## Примеры
Роман «1984» Джорджа Оруэлла можно было бы назвать мягкой научной фантастикой, поскольку в нём в первую очередь рассказывается о том, как общество и межличностные отношения изменяются под действием политической силы, безжалостно использующей для этого те или иные технологии; даже несмотря на то, что этот роман — источник многих идей и формулировок, часто используемых в последующей научной фантастике (даже в твёрдой НФ), таких как понятие контроля сознания и слежки. И всё же стиль романа бескомпромиссно реалистичен, и, хотя действие происходит в будущем, по тематике и её интерпретации «1984» гораздо больше похож на шпионский роман или политический триллер.
Пьеса Карела Чапека «R.U.R.» 1920 года — в которой появился термин «робот» (почти заменивший более ранние термины, такие как «автомат») и присутствует кульминационный момент, когда искусственные работники объединяются, чтобы свергнуть власть людей, — охватывает такие проблемы, как свобода воли, экономика после дефицита, восстание роботов и постапокалиптическая культура. Эта пьеса, имеющая подзаголовок «Фантастическая мелодрама», предлагает лишь самое общее описание процесса создания живых рабочих из искусственной ткани, поэтому её можно сравнить с социальной комедией или даже фэнтези.
Джордж С. Элрик в «Справочнике по научной фантастике для читателей и писателей» (1978) привёл сборник рассказов Брайана Олдисса «Навес времени» 1959 года (используя его американское название «Галактики как песчинки») как пример мягкой научной фантастики, основанной на гуманитарных науках.
Серия «Дюна» Фрэнка Герберта является вехой для мягкой научной фантастики. В ней автор намеренно уделил мало времени деталям технологий будущего, чтобы посвятить повествование главным образом рассмотрению политики человечества, а не его технологий.
К мягкой научной фантастике можно отнести произведения большинства советских фантастов, дебютировавших на рубеже 1960-х годов, — в частности, А. и Б. Стругацких, чьё творчество (кроме самых ранних произведений), начиная с «Попытки к бегству», сфокусировано на внутреннем мире человека, его психологических и нравственных переживаниях, борьбе с собственным эгоизмом и равнодушием.

### Мягкая научная фантастика и гуманитарные науки
Авторы мягкой научной фантастики могут прибегать к данным таких наук, как антропология (Майкл Бишоп «Нет врага, кроме времени» и «Дни древнего», Нэнси Кресс «Свет чужого солнца», Джоан Виндж «Снежная королева»), экология (Джон Бойд «Опылители Эдема», Нил Баррет «Высокий лес», Майкл Коуни «Бронтомех!», «Сизигия», «Здравствуй, лето, и прощай», Джон Кристофер «Смерть травы», Фрэнк Герберт «Дюна»), экономика (Айн Рэнд «Атлант расправил плечи», Роберт Хайнлайн «Человек, который продал Луну», Фредерик Пол и Сирил Корнблат «Торговцы космосом», Юлия Латынина «Инсайдер», Пол Андерсон «Звёздные торговцы», Бен Бова «Астероидные войны»), социология и смежные научные дисциплины (моделирование развития общества или взгляд на него под различным углом — Пол Андерсон, Роберт Хайнлайн, Джерри Пурнелл, Дэн Симмонс, Ларри Нивен, братья Стругацкие, Иван Ефремов, Иэн Бэнкс, Маргарет Этвуд, Шерри Теппер, Айзек Азимов, Майк Резник), психология (Роджер Желязны «Мастер сновидений», книги Филипа Дика).
Гипотеза лингвистической относительности (также известная как гипотеза Сапира — Уорфа) о том, что язык влияет на мышление и восприятие, является центром внимания в некоторых произведениях мягкой научной фантастики, таких как «Языки Пао» Джека Вэнса (1958) и «Вавилон-17» Сэмюеля Р. Дилэни (1966). В этих текстах искусственные языки используются для контроля и изменения людей и целых обществ. Научно-фантастическая лингвистика также выступает объектом в различных произведениях — как, например, роман Урсулы Ле Гуин «Обделённые» (1974), эпизод «Звёздного пути: Следующего поколения» «Дармок» (1991), роман Нила Стивенсона «Лавина» (1992), фильм «Прибытие» (2016).

### Фильмы, действие которых происходит в открытом космосе
Создатели фильмов в жанре мягкой научной фантастики склонны распространять на космическое пространство определённые физические явления, связанные с жизнью на поверхности Земли, в первую очередь для того, чтобы сделать сцены более зрелищными или узнаваемыми для зрителей. Примерами являются:
- наличие силы тяжести без использования системы искусственной гравитации;
- радиосвязь без какой-либо временно́й задержки из-за ограничения скорости света;
- двигатели космического корабля или взрыв, производящие звук, несмотря на космический вакуум[11];
- космические корабли меняют направление движения без какой-либо видимой двигательной активности;
- пассажиры космического корабля без каких-либо видимых усилий переносят огромные перегрузки, возникающие в результате экстремального маневрирования космического корабля (например, в ситуации воздушного боя) или запуска;
- астронавты мгновенно замерзают насмерть или получают обморожение при выходе в открытый космос;
- космический аппарат, у которого отказал двигатель, «падает» или останавливается, вместо того чтобы продолжать движение по своей текущей траектории или орбите по инерции.

Фильмы, относящиеся к твёрдой научной фантастике, стараются избегать такой художественной вольности.

## Примеры произведений
Расположены в хронологическом порядке по годам публикации.

| - Герберт Дж. Уэллс — «Машина времени» (1895), «Человек-невидимка» (1897) - Рэй Брэдбери — «Марсианские хроники» (1950), «451 градус по Фаренгейту» (1953) - Джеймс Блиш — «Поверхностное натяжение» (1952) - Альфред Бестер — «Человек без лица» (1953) - Теодор Старджон — «Больше, чем люди» (1953) - Мюррей Лейнстер — «Исследовательский отряд» (1956) - Роберт Хайнлайн — «Двойная звезда» (1956), «Дверь в лето» (1956), «Чужак в чужой стране» (1961) - Джек Вэнс — «Языки Пао» (1958) - Брайан Олдисс — «Навес времени» (1959) - Дэниел Киз — «Цветы для Элджернона» (1959) - Филип К. Дик — «Порвалась дней связующая нить» (1959) и «Убик» (1969) - Уолтер Майкл Миллер мл. — «Страсти по Лейбовицу» (1960) - Клиффорд Саймак — «Что может быть проще времени?» (1961), «Почти как люди» (1962), «Пересадочная станция» (1963), «Всё живое…» (1965), «Заповедник гоблинов» (1968) - Фрэнк Герберт — «Дюна» (1965) - Роджер Желязны — «Мастер сновидений» (1966) - Сэмюэль Дилэни — «Вавилон-17» (1966) - Энн Маккефри — «Корабль, который пел» (1969) - Урсула Ле Гуин — «Левая рука Тьмы» (1969) и «Обделённые» (1974) - Роберт Силверберг — «Умирая в себе» (1972) - Сакё Комацу — «Гибель Дракона» (1974) - Фредерик Пол — «Человек плюс» (1976) | - Джоан Виндж — «Снежная королева» (1980) - Джин Вулф — «Книга Нового Солнца» (первый том вышел в 1980) - Роберт Силверберг — цикл «Маджипур» (первая книга вышла в 1980) - Майкл Суэнвик — «В зоне выброса» (1984) - Ким Стенли Робинсон — «Дикий берег» (1984, первая книга в «Калифорнийской трилогии») - Дэвид Брин — «Почтальон» (1985) - Орсон Скотт Кард — «Игра Эндера» (1985), «Голос тех, кого нет» (1986) - Дэн Симмонс — «Гиперион» (1989) - Пол Андерсон — «Чёлн на миллион лет» (1989) - Одри Ниффенеггер — «Жена путешественника во времени» (2003) Эпизоды «Звездного пути: Следующее поколение» (1987—1994), как и «Дармок» пятого сезона «Звёздного пути» (S5E02; 30 сентября 1991), основаны на концепциях мягкой науки, в данном случае лингвистики. К некоторым ярким примерам мягкой научной фантастики в кино и на телевидении относятся: - франшиза «Звёздные врата» - франшиза «Звёздный путь» - франшиза «Звёздные войны» - франшиза «На краю Вселенной» - франшиза «Планета обезьян» - франшиза «Трансформеры» - франшиза «Терминатор» - «Дюна Фрэнка Герберта» и её прямое продолжение «Дети Дюны Фрэнка Герберта» - франшиза «Светлячок» |